# Michael Eitan

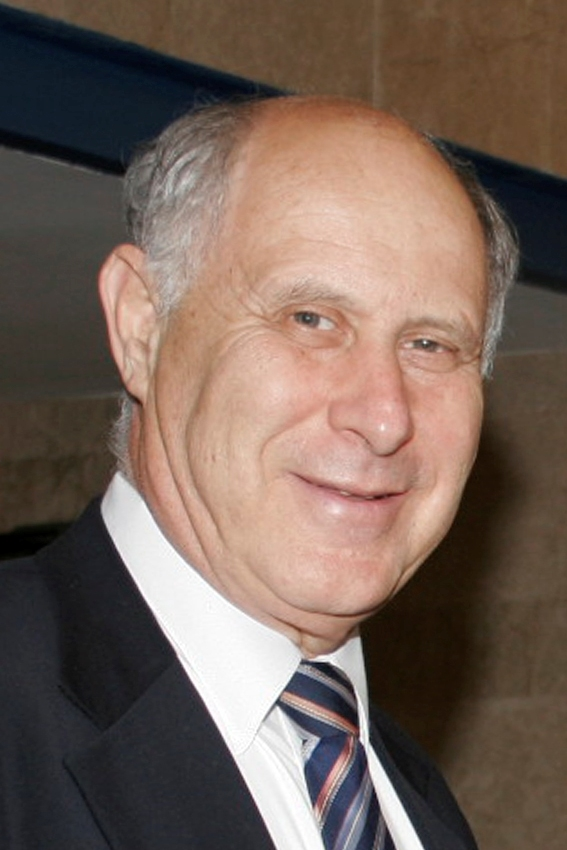
Michael Eitan

Michael Eitan (Hebreeuws: מיכאל איתן) (Tel Aviv, 6 maart 1944 – Ramat Gan, 8 november 2024), was een Israëlische politicus van de Likoed. Van 1984 tot 2013 zat hij onafgebroken in de Knesset en was daarmee een van de langstzittende leden van de 18e Knesset. Van maart 2009 tot maart 2013 was hij ook minister in het kabinet-Netanyahu II van partijgenoot Benjamin Netanyahu. Eind jaren 90 was hij ook al een tweetal keren minister.

## Levensloop
Eitan studeerde rechten aan de Universiteit van Tel Aviv. Tijdens zijn verplichte militaire dienst bracht hij het tot officier. Hij was welzijnsadviseur van de burgemeester van Tel Aviv, vervulde diverse functies bij Heroet en stond zowel aan de wieg van de stichting van de gemeente Kochaw Ja'ir in het district Centrum als aan dat van het project Shivat Kochavim, gericht op gemeenschapsvestiging.
In augustus 1984 werd hij in de 11e Knesset verkozen. Tijdens de 13e Knesset (1992-1996) fungeerde hij als oppositieleider. Tijdens zijn 14e Knessetperiode (1996-1999) was hij fractievoorzitter van het samenwerkingsverband van Likoed, Gesher en Tzomet, stond hij aan het hoofd van de coalitie en gaf hij de aanzet tot de opzet van de website van de Knesset. Van juli 1997 tot juli 1998 was hij ook minister van wetenschap en technologie en vervolgens van juli 1998 tot juli 1999 staatssecretaris in de eerste regering van Benjamin Netanyahu. 
Bij de installatie van de 18e Knesset op 24 februari 2009 werd hij waarnemend Knessetvoorzitter, als opvolger van Dalia Itzik van Kadima. Op 30 maart werd hij als zodanig opgevolgd door partijgenoot Reuven Rivlin. De dag erop werd hij minister voor de verbetering van overheidsdiensten in de op dezelfde dag geïnstalleerde tweede regering van Netanyahu.
Michael Eitan was getrouwd en was woonachtig te Ramat Gan.
Eitan overleed op 8 november 2024 op 80-jarige leeftijd.

## Overzicht politieke loopbaan
- Knessetlid: 
  - 13 augustus 1984 - 4 februari 2013 (11e, 12e, 13e, 14e, 15e, 16e, 17e en 18e Knesset)
- Knessetvoorzitter:
  - 24 februari 2009 - 30 maart 2009 (waarnemend)
- Minister van Wetenschap en Technologie: 
  - 9 juli 1997 - 13 juli 1998 (27e regering)
- Staatssecretaris van de minister-president: 
  - 13 juli 1998 - 6 juli 1999 (27e regering)
- Minister voor de verbetering van overheidsdiensten:
  - 31 maart 2009 - 18 maart 2013 (32e regering)